# Chi Xăng mã
Chi Xăng mã (danh pháp khoa học: Carallia) hay chi Săng mã, chi Chăng mã, chi Trúc tiết, là một chi thực vật có hoa trong Họ Đước (Rhizophoraceae), được William Roxburgh mô tả khoa học đầu tiên năm 1814. Chi này phân bố từ đảo Madagascar đến châu Á (tiểu lục địa Ấn Độ, đồng bằng Hoa Nam (Trung Quốc), các nước Đông Nam Á) và miền bắc Australia.

## Các loài
Theo Thế giới Thực vật Trực tuyến (POWO), tính đến nay có 15 loài thuộc chi Xăng mã đã được công nhận:
- Carallia borneensis Oliv. - Xăng mã Borneo
- Carallia brachiata (Lour.) Merr. - Xăng mã; Xăng mã chẻ; Săng mã; Chăng mã; Trúc tiết
- Carallia calophylloidea Ding Hou
- Carallia calycina Benth.
- Carallia coriifolia Ridl.
- Carallia diplopetala Hand.-Mazz. - Xăng mã răng cá
- Carallia eugenioidea King - Xăng mã trâm
- Carallia garciniifolia F.C.How & F.C.Ho - Xăng mã lá lớn
- Carallia hulstijnii Valeton
- Carallia longipes Ding Hou - Bàng kỷ mộc
- Carallia orophila Kosterm.
- Carallia papuana Ding Hou - Xăng mã Papua
- Carallia paucinervia Kosterm.
- Carallia pectinifolia W.C.Ko
- Carallia suffruticosa Ridl. - Xăng mã răng cưa